# پولدن (آریزونا)
پولدن (به انگلیسی: Paulden) یک منطقهٔ مسکونی در ایالات متحده آمریکا است که در شهرستان یاواپای، آریزونا واقع شده‌است. پولدن ۱۴۷٫۷۹ کیلومتر مربع مساحت و ۹۱۳ نفر جمعیت دارد و ۱٬۳۴۴ متر بالاتر از سطح دریا واقع شده‌است.